# 모래재로
모래재로(Moraejae-ro)는 충청북도 증평군 도안면 화성삼거리에서 괴산군 문광면을 잇는 9km 도로이며 3.6km 지방도 제533호선구간이다.

## 주요 경유지
충청북도
- 증평군 (도안면) - 괴산군 (사리면 . 문광면)

## 노선
| 이름       | 접속 노선                   | 소재지 | 소재지 | 비고                 |
| ---------- | --------------------------- | ------ | ------ | -------------------- |
| 화성삼거리 | 국도 제36호선 (충청대로)    | 증평군 | 도안면 |                      |
| 화성교     |                             | 증평군 | 도안면 |                      |
| 방축사거리 | 사리로                      | 괴산군 | 사리면 |                      |
| 사리교차로 | 국도 제34호선 (중부로)      | 괴산군 | 사리면 |                      |
| 수암교차로 | 국도 제34호선 (중부로)      | 괴산군 | 사리면 | 지방도 제533호선구간 |
| (이름없음) | 지방도 제533호선 (이곡로)   | 괴산군 | 사리면 | 지방도 제533호선구간 |
| 화산삼거리 | 지방도 제533호선 (화산재로) | 괴산군 | 사리면 | 지방도 제533호선구간 |
| 대명교차로 | 읍내로                      | 괴산군 | 문광면 |                      |

## 주요 시설및 건물
- SK에너지신화주유소 (모래재로 176/도당리 303-7)
- 농협 증평농협 사리주유소 (모래재로 323/방축리 302-6)
- 증평농협하나로마트 사리점 (모래재로 327/방축리 302-5)
- 농협 증평농협 사리지점 (모래재로 327/방축리 302-5)
- 사리치안센터 (모래재로 339/방축리 283-5)
- 사리주유소 (모래재로 340/방축리 283-16)
- 사리보건지소 (모래재로 355/방축리 278-9)
- 스카이주유소 (모래재로 369/방축리 279)
- 사리카센터 (모래재로 375/방축리 279)
- S-OIL 에스오일 주유소 (모래재로 654/수암리 793-4)
- 강천보건지소 (모래재로 921/이곡리 485-2)
- 꿀벌랜드 (모래재로 941/이곡리 452)
- 유평리마을회관 (모래재로 1243/유평리 366-1)
- 한진택배 괴산영업소 (모래재로 1564/송평리 276)